# ワールド・アルマナック
『ワールド・アルマナック・アンド・ブック・オブ・ファクツ』（World Almanac and Book of Facts）は、アメリカ合衆国で発行されている年鑑であり、その年の世界の変化や出来事、スポーツの偉業を掲載している。1868年に創刊され、1876年から1885年までの中断を挟んで毎年刊行されている 。

## 歴史

### 19世紀
『ワールド・アルマナック』の最初の版は、1868年に『ニューヨーク・ワールド』紙によって発行された。書名の「ワールド」は、この新聞の略称「ワールド」に由来する。1868年版は全120ページだった。南北戦争が終わり、エイブラハム・リンカーン大統領が暗殺されてからわずか3年後という時期で、リコンストラクションの過程や、アンドリュー・ジョンソン大統領の弾劾などの出来事に触れていた。
1876年に一旦刊行が中止されたが、1883年にワールド紙を購入して瞬く間に全米で最も影響力のある新聞社の一つに成長させたジョーゼフ・ピューリツァーが、1886年に「普遍的な知識の大要」として『ワールド・アルマナック』を復刊させた。それ以来、この本は毎年発行されている。1890年から1934年までは、ワールド紙の本社であるニューヨーク・ワールド・ビルが表紙を飾っていた。

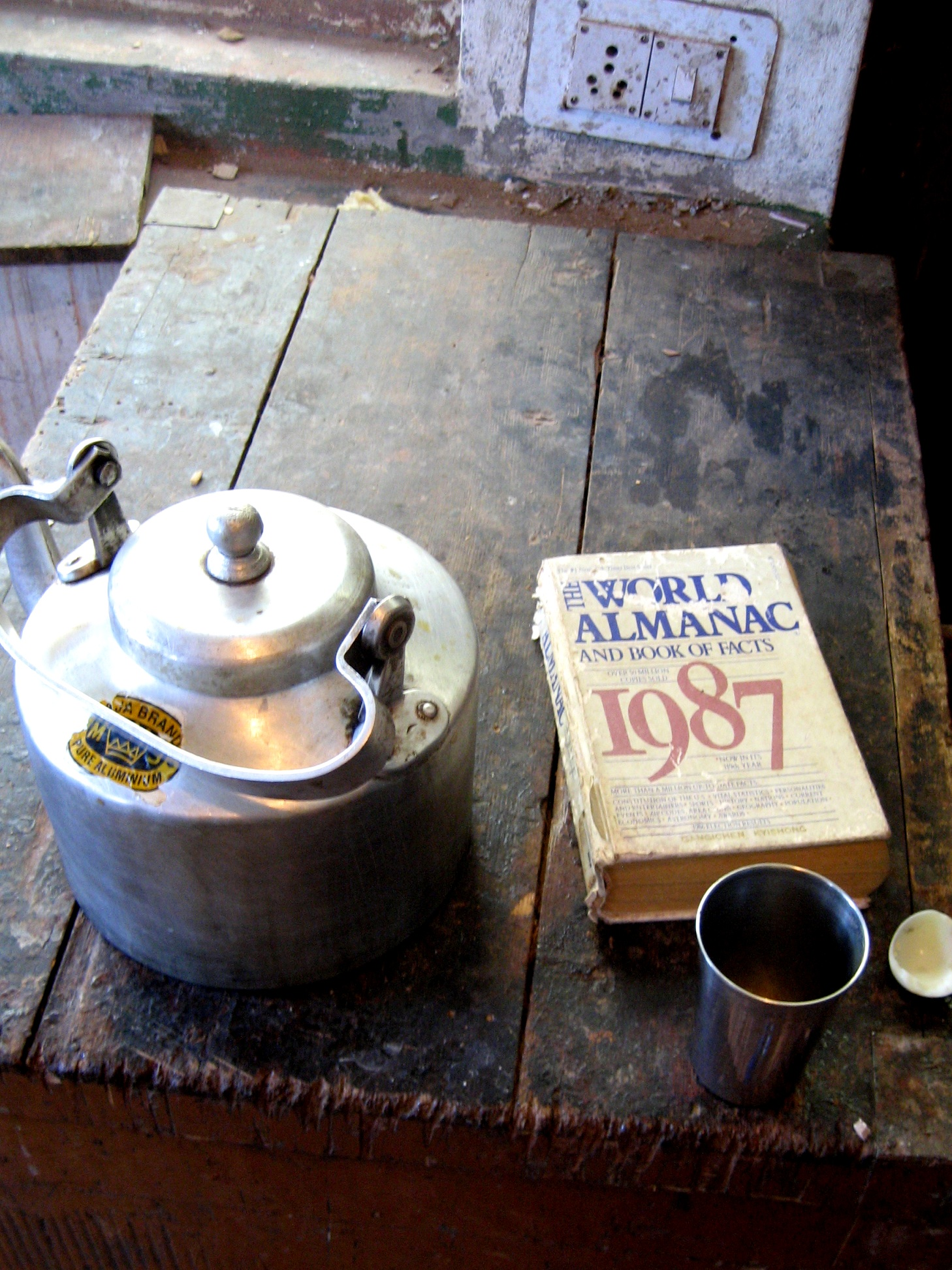
1987年版の『ワールド・アルマナック』

1894年に書名を『ワールド・アルマナック・アンド・エンサイクロペディア』（World Almanac and Encyclopedia）に変更した。この時点で、この本の「常用者」は50万人以上いたとされる。

### 20世紀
1906年、『ニューヨーク・タイムズ』紙がこの本の第20版の発行を報じる中で、「この年鑑は、40年前の『ホイッティカー年鑑』に次ぐ、確固たる地位を確立した」と述べた。
1923年に現在の『ワールド・アルマナック・アンド・ブック・オブ・ファクツ』(World Almanac and Book of Facts)に改題された。
カルビン・クーリッジの父親は、息子が大統領に就任したときに『ワールド・アルマナック』を読んだ。それ以来、ジョン・F・ケネディ大統領やビル・クリントン大統領も『ワールド・アルマナック』を資料として使用していることが写真からわかる。
1931年、ワールド紙はスクリップス社に買収され、『ニューヨーク・ワールド・テレグラム』になった。1966年にワールド・テレグラム紙が廃刊になった後も、『ワールド・アルマナック』は存続した。
『ワールド・アルマナック』は、第二次世界大戦中に世界中に展開するのGI（アメリカ兵）に読まれていたと自負している。1944年から1946年の間、アメリカ政府の要請により、10万部から15万部の『ワールド・アルマナック』特別版が発行され、軍で配布された。
1984年末に発行された1985年版は176万部以上の売上を記録し、1984年12月下旬の『ニューヨーク・タイムズ』紙のベストセラーリストで、ペーパーバックの「アドバイス・ハウツー・雑学」のカテゴリーで1位を獲得した。
1995年から2014年まで、子供向けの『ワールド・アルマナック・フォー・キッズ』(World Almanac For Kids)が毎年発行されていた。
1993年、スクリップス社は『ワールド・アルマナック』をK-III（後のプリメディア）に売却した。1999年、『ワールド・アルマナック』はリップルウッド・ホールディングスのWRCメディアに売却された。リップルウッドが『リーダーズ・ダイジェスト』誌を買収した後は、この雑誌を発行するリーダーズ・ダイジェスト・アソシエーションが所有するワールド・アルマナック・エデュケーション・グループがこの本を制作した。

### 21世紀
2009年、『ワールド・アルマナック』はインフォベース出版に売却された。
2018年、『ワールド・アルマナック』150周年記念版が発行された。
2020年、『ワールド・アルマナック』はスカイホース出版に売却された。

## 編集と出版
1980年代半ば、『ワールド・アルマナック』は10人のスタッフによって編集されていた。当時、この本の20%（アメリカ合衆国憲法の文章など）は毎年ほとんど更新されず、50%は毎年わずかに更新され、30%が毎年全く新しい内容になっていた。
『ワールド・アルマナック』に掲載されている一覧には、以下のものがある。
- "Surprising Facts"（意外な事実）
- "Number Ones"（様々な一番）
- "Americans By the Numbers"（数字で見るアメリカ人）
- "Milestone Birthdays"（記念すべき誕生日）
- "Notable Quotes"（注目すべき名言）
- "Offbeat News"（風変わりなニュース）
- "Historical Anniversaries"（歴史的な記念日）

## 大衆文化において
1985年に発売されたテレビゲーム『Where in the World is Carmen Sandiego?』の初版は、購入時に『ワールド・アルマナック』がついてきた。
ハリウッド映画にはしばしば『ワールド・アルマナック』が登場する。『深夜の告白』では、フレッド・マクマレイとエドワード・G・ロビンソンがこの本について話している。『イヴの総て』ではベティ・デイヴィスがこの本の書名を叫んでいる。『昼下りの情事』ではオードリー・ヘップバーンとゲイリー・クーパーがこの本について語り合っている。『三十四丁目の奇蹟』では、サンタクロースが実在するかという裁判の中でこの本が登場する。『ハード・プレイ』ではロージー・ペレスがこの本を読み続けている。『アイ・アム・レジェンド』では、時計を正確に合わせるために、ウィル・スミスがこの本で日没の正確な時刻を確認している。

## パブリックドメインになっている版
- The World Almanac & Book of Facts. Newspaper Enterprise Association. (1901) 2021年2月28日閲覧。
- The World Almanac and Encyclopedia. Press Publishing Company (The New York World). (1911) 2021年2月28日閲覧。